# إنجي خطاب
إنجي خطاب (2 أغسطس 1984 -)، ممثلة مصرية، ولدت في مدينة القاهرة في عام 1984، اكتشفها المخرج التليفزيوني جمال عبد الحميد، وشاركت في العديد من الأفلام والمسلسلات.

## السيرة الذاتية
ممثلة مصرية، ولدت في مدينة القاهرة حي المعادي، اكتشفها المخرج التليفزيوني جمال عبد الحميد، ورشحها للمشاركة في مسلسل (سوق الخضار)، وقررت بعدها ان تدرس التمثيل على نحو أكاديمي، فانتسبت إلى قسم التمثيل والإخراج بالمعهد العالي للفنون المسرحية، وعملت على مدار السنوات التالية بين السينما والتليفزيون، فقدمت عدة أفلام ومسلسلات 

## أعمالها

### الافلام
- فيلم euc
- فيلم الفاجومي
- فيلم ركلام
- خط الموت

### المسلسلات
- وش تاني (مسلسل) [5][6][7][8]
- مسلسل اهل كايرو
- مسلسل علي كف عفريت
- الحصان الاسود [9][10][11]

### مسرحياته
- الباشا في الفلاشة:2016

## روابط خارجية
- إنجي خطاب على موقع IMDb (الإنجليزية)
- إنجي خطاب على موقع الدهليز
- إنجي خطاب على موقع قاعدة بيانات الأفلام العربية